# Villa Maria (Naples)
La Villa Maria (ancien Palais du Grand Hôtel Eden) s'élève à Naples, via del Parco Margherita, près de la piazza Amedeo (quartier de Chiaia).
Le palais est un important témoignage de l'architecture de l'Art nouveau napolitain (ou Liberty napoletano).

## Histoire
Le palais a été bâti dans le but d'accueillir les nombreux riches étrangers que la ville abritait au cours de la seconde moitié du XIXe siècle. 
L'édifice a été construit entre 1899 et 1901 sur le projet du vénitien Angelo Trevisan (1849 - 1929), assisté de l'ingénieur Gioacchino Luigi Mellucci. Le palais a été construit également afin de compléter la nouvelle piazza Amedeo, complétant ainsi le lieu où étaient déjà présents la villa Colonna Pignatelli (1878) et le palazzo Balsorano.
À l'origine hôtel de luxe, le bâtiment abritera ensuite le siège de l'école suisse, puis des habitations privées. 

## Description
Le palais se présente comme un édifice Art Nouveau (Liberty napoletano) mais avec de nombreuses influences éclectiques.        
L'accès à l'immeuble se fait par deux rampes d'escalier monumentales en marbre blanc. La façade est polychrome et richement décorée.
Le palais enfin a la particularité de ne pas donner directement sur la route, mais sur un espace vert en face de l'entrée principale, particularités de tous les bâtiments du secteur.

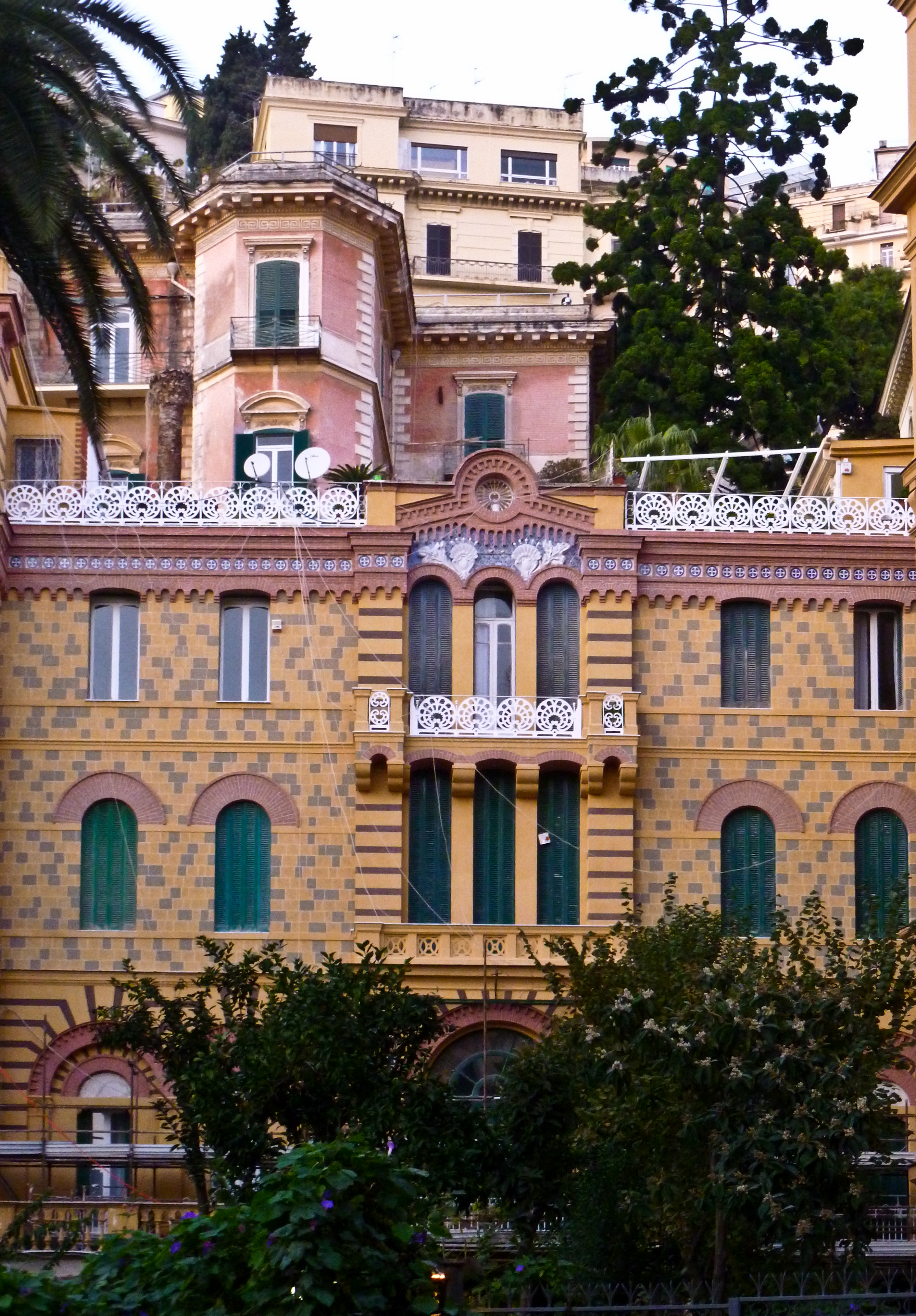
Détail de la façade
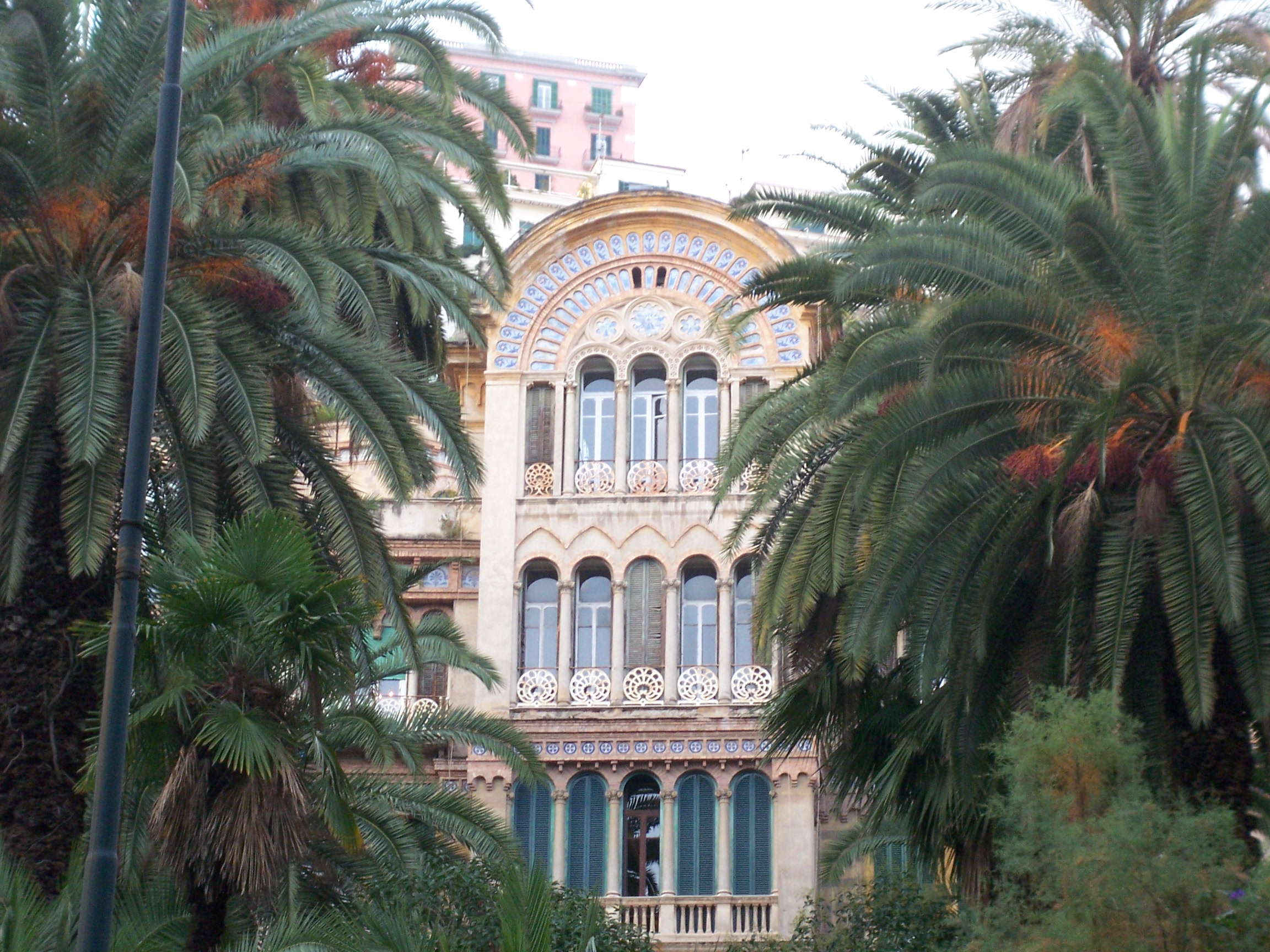
Corps central de l'édifice
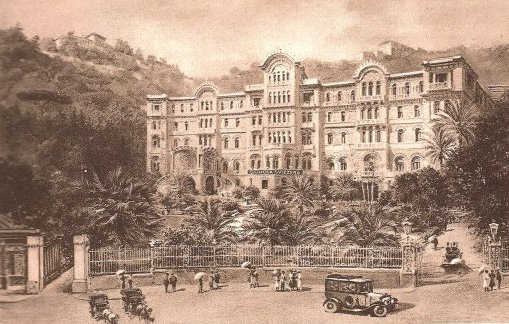
La villa dans une photo datant de 1933